# 左右社
左右社（さゆうしゃ）は、日本の出版社。新書館出身の小柳学によって、2005年に設立された。人文書、文学、芸術、デザイン書を刊行している。シリーズとして、放送大学叢書、大澤真幸THINKING「O」、桐光学園大学訪問授業等がある。「左右社」という名は、書家の石川九楊に命名されたものである。

## 沿革
- 2005年4月　有限会社左右社を設立。デザイナー・戸田ツトム氏の東京都港区南青山の事務所を間借り。
- 2006年　東京都渋谷区渋谷に移転。
- 2007年　初の刊行物『graphic/design』第1号刊行。
- 2009年　放送大学叢書、創刊。
- 2010年　『大澤真幸 THINKING「O」』第1号刊行。
- 2015年　株式会社左右社に組織変更。
- 2016年　『〆切本』刊行。
- 2018年　第14回出版梓会新聞社学芸文化賞。『源氏物語 A・ウェイリー版』全4巻完結。
- 2021年　東京都渋谷区千駄ヶ谷に移転。
- 2024年　『海のうた』刊行。

## 主な刊行物
- 石川九楊『図録石川九楊大全』
- 松田行正『アート&デザイン表現史　1800s-2000s』
- 済東鉄腸『千葉からほとんど出ない引きこもりの俺が、一度も海外に行ったことがないままルーマニア語の小説家になった話』
- 坂口恭平『Pastel』
- 左右社編集部『仕事本』
- 富永京子『みんなの「わがまま」入門』
- 新井リオ『英語日記BOY』
- レベッカ・ソルニット『ウォークス　歩くことの精神史』
- 片岡義男・鴻巣友季子『翻訳問答』
- ティム・インゴルド『ラインズ　線の文化史』

## 主なシリーズ
- 放送大学叢書
- 大澤真幸 THINKING「O」
- 桐光学園大学訪問授業
- LOOP映像メディア学
- 神戸芸術工科大学レクチャーブックス（2007-2010）
- ローズプラスエクス（2010-2015）
- graphic/design（2006-2007）